# Адам Лофтус (єпископ)

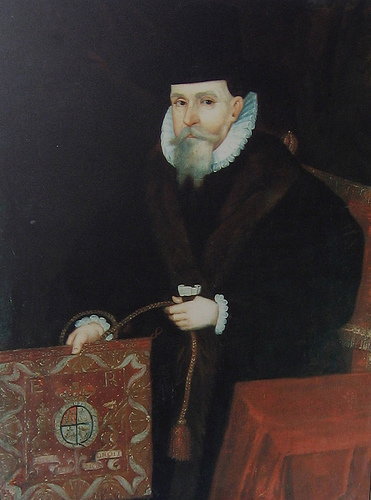
Адам Лофтус (1533 – 1605) – лорд-канцлер Ірландії в 1581 – 1605 роках.

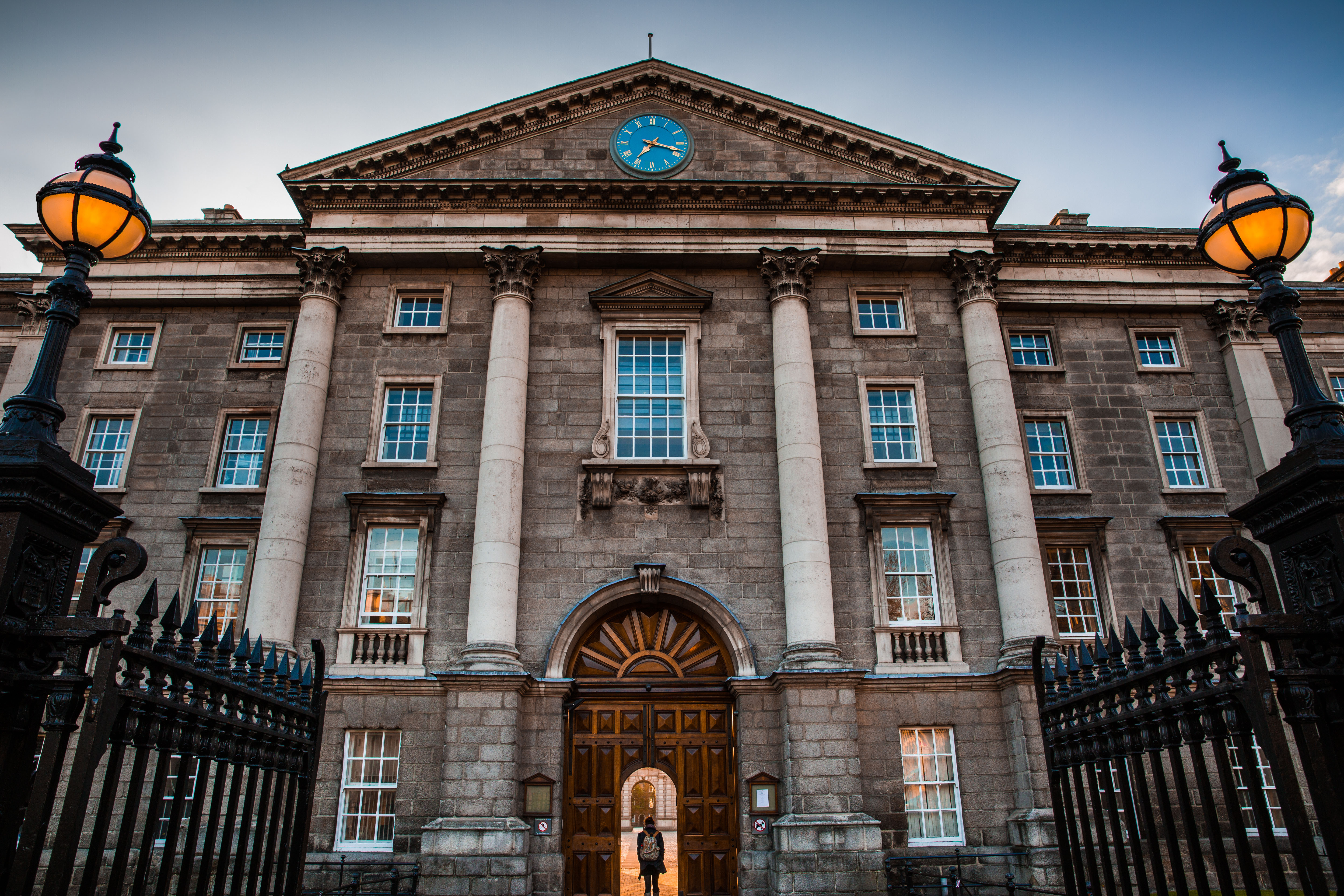
Трініті-коледж, Дублін.

Герб Трініті-коледжу, Дублін.

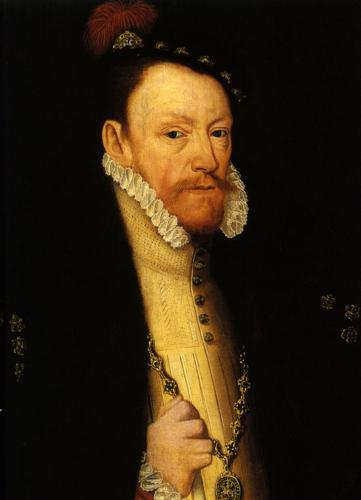
Томас Редкліф (1525 – 1583) – ІІІ граф Сассекс.

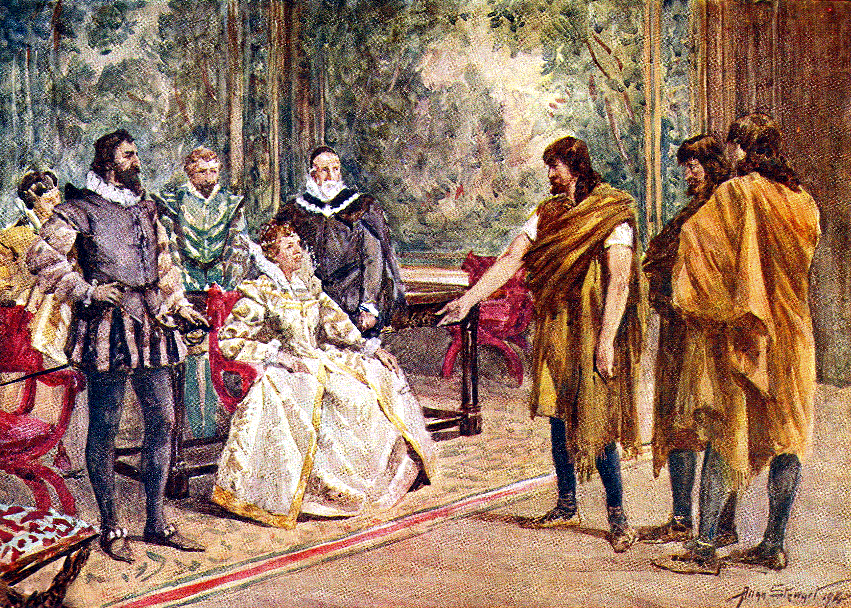
Шейн О’Ніл зустрічається з королевою Англії Єлизаветою І Тюдор.

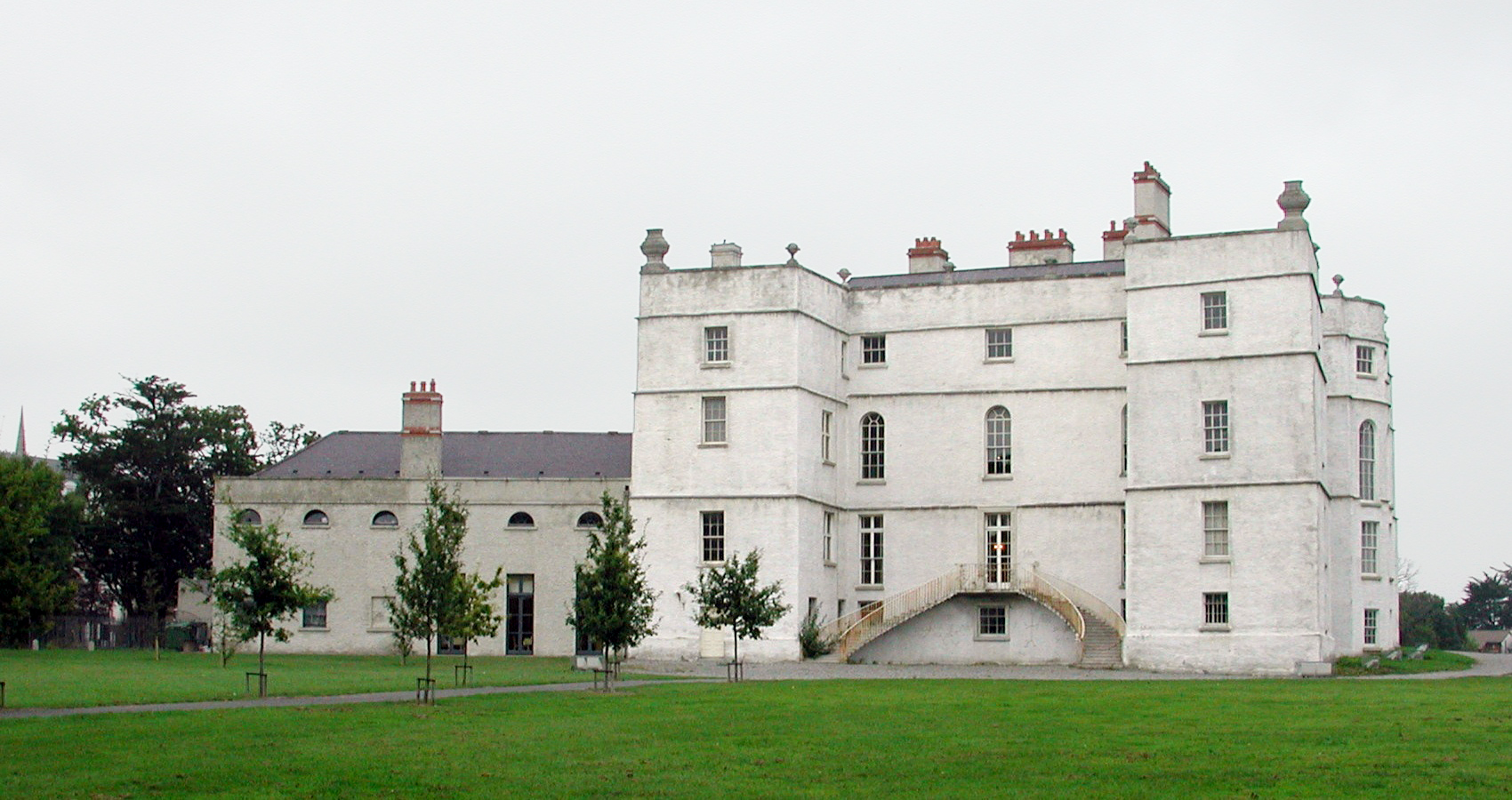
Замок Рахфарнгам-Кастл.

Адам Лофтус (бл. 1533 – 5 квітня 1605) – відомий ірландський політик англійського походження, церковний діяч, архієпископ Арма, архієпископ Дубліна, лорд-охоронець Великої Державної Печатки Ірландії, лорд-канцлер Ірландії з 1581 року. Він також був першим ректором Дублінського університету - Трініті-коледжу, один із засновників і фундаторів  цього університету. 

## Життєпис

### Ранні роки
Адам Лофтус народився в 1533 році. Він був другим сином Едварда Лофтуса – судового виконавця Свайнсайду, що в Ковердейлі, одній з Йоркширських Долин, що біля Коверхемського абатства (Англія). Едвард Лофтус помер, коли Адаму Лофтусу було лише вісім років, залишивши свої маєтки своєму старшому братові Роберту Лофтусу. Едвард Лофтус заробляв на життя через католицьку церкву, але син прийняв протестантську віру ще в юності. Адам Лофтус отримав освіту в Трініті-коледжу в Кембриджі, де, як кажуть, привернув увагу юної королеви Єлизавети І Тюдор як своєю статурою, так і силою свого інтелекту, блиснувши перед нею своїм ораторським мистецтвом. Цієї зустрічі, можливо, ніколи й не відбулося, можливо це легенда, але Адам Лофтус точно зустрічався з королевою потім не один раз, і вона стала його покровителькою до кінця свого правління. У Кембриджі Адам Лофтус прийняв сан католицького священика і був призначений ректором Отвел Сент-Клемент, що в Норфолку. Він привернув увагу католицької королеви Марії І Тюдор в 1553 – 1558 роках, що призначила його вікарієм Гедні, Лінкольншир. Після вступу на престол протестантської королеви Англії Єлизавети І Тюдор  в 1558 році він оголосив себе протестантом і вірним англіканської церкви. 

### Діяльність в Ірландії
Адам Лофтус познайомився з фаворитом королеви Єлизавети І Томасом Редкліффом, ІІІ графом Сассекс, завів з ним дружбу, завдяки цьому отримав посади в Ірландії, служив його капеланом в Ірландії в 1560 році. У 1561 році він став капеланом Олександра Крейка, єпископа Кілдер та декана собору Святого Патріка в Дубліні. Пізніше того ж року його призначили ректором Пейнстауна, графство Міт, і, він, очевидно, заслужив репутацію освіченого й розважливого радника англійської влади в Дубліні. У 1563 році він був висвячений архієпископом Арма у безпрецедентно молодому віці – 30 років. Його висвятив Х’ю Кервен, архієпископ Дубліна.
Після зіткнення з Шейном О’Нілом, вождем клану О’Ніл, королем чи то лордом ірландського королівства Тір Еоггайн, що мав реальну владу в Ольстері у ті часи, Адам Лофтус переніс свою резиденцію до Дубліна в 1564 році. Щоб поповнити мізерний дохід його неспокійного архієпископства, наступного року королева тимчасово призначила Адама Лофтуса деканатом собору Святого Патріка, «заради майбутніх кращих часів». Його також призначили головою нової державної комісії з церковних справ. Це призвело до серйозного конфлікту з високоповажним єпископом Міта Х’ю Брейді.
У 1567 році Адам Лофтус, що успішно пролобіював усунення від влади в Ірландії Х’ю Карвена, що став єпископом Оксфорда, і перемігши конкурентні претензії єпископа Міта, був призначений архієпископом Дубліна, де королева очікувала, що він проведе реформи в Церкві. Кілька разів він тимчасово виконував функції лорд-охоронця Великої Державної Печатки Ірландії, а в серпні 1581 року був призначений лорд-канцлером Ірландії після суперечки з Ніколасом Вайтом, магістром рукописів в Ірландії. Адам Лофтус був постійно зайнятий спробами покращити своє фінансове становище, отримавши додаткові переваги (він був змушений піти у відставку з посади декану собору Святого Патріка в 1567 році), і його неодноразово звинувачували в корупції на державних посадах. У 1582 році Адам Лофтус придбав землю і побудував замок у Ратфарнгемі, де він жив з 1585 року (і який нещодавно був відреставрований і відкритий для загального огляду).

### Адам Лофтус і реформація
У 1569 – 1570 роках розбіжності в ірландській політиці набули релігійного відтінку. Особливо релігійне питання гостро постало в Ірландії після спалаху Першого повстання Десмонда в Манстері та після оприлюднення в 1570 році папської булли  Пія V «Regnans in Excelsis» - «Панування на висоті». Булла засудила королеву Єлизавету І Тюдор, оголосила відлучення її від церкви та усунення від трону за єресь, і за релігійні переслідування католиків в Англії та Ірландії під її правлінням. Відтоді королева Єлизавета І та її урядовці більшою мірою, ніж раніше, вважали всіх римо-католиків, навіть тих, хто був абсолютно аполітичним, зрадниками. Між 1583 і 1584 роками архієпископ Адам Лофтус відіграв головну роль в арешті, тортурах і страті Дермота О’Герлі, римо-католицького архієпископа Кашеля. Незважаючи на те, що архієпископ О’Герлі заявив, що він не брав участі ні в чому, крім своєї релігійної місії, і що він відмовився нести листи від кардинала-протектора Ірландії лідерам Другого Десмондського повстання, сер Френсіс Волсінгем запропонував його катувати. Адам Лофтус відповів Волсінгему: «Не вважаючи, що цей простий метод обстеження приносить користь, ми наказали містеру Вотерхаузу та містеру Фентону піддати його тортурам, як порадила нам ваша честь, тобто підсмажити його ноги на вогні з розпеченими залізними чоботами». Хоча ірландські судді неодноразово вирішували, що проти О’Герлі не може бути висунуто звинувачення – ні карного, ні політично, ні державного, 19 червня 1584 року Адам Лофтус і сер Генрі Воллоп написали Волсінгему: «Ми дали ордер лицарю-маршалу стратити його, що, відповідно, було виконано, і таким чином наше королівство позбулося найшкідливішого підданого». 
У 1584 – 1591 роках Адам Лофтус займався різними державними та релігійними справами в Ірландії, мав багато суперечок з сером Джоном Перротом щодо Ірландського університету та місця його розташування. Перрот хотів використовувати для університету собор Святого Патрика в Дубліні, але Адам Лофтус заперечував – прагнув зберегти цей собор як основне місце протестантського богослужіння в Дубліні (а також як цінне джерело прибутків для себе). Архієпископ виграв суперечку за допомогою свого патрона – королеви Єлизавети I. У результаті Трініті-коледж Дубліна було засновано на його нинішньому місці, названому на честь його старого коледжу в Кембриджі, залишивши собор без змін. Адам Лофтус був призначений першим ректором Трініті-коледжу у 1593 році.
Проблема релігійної та політичної ворожнечі в Ірландії тривала під час двох повстань Десмонда (1569 – 1583) та Дев’ятирічної війни в Ірландії (1594 – 1603), обидві конфлікти  збіглися з англо-іспанською війною (1585 – 1604), під час якої ірландські повстанці отримували допомогу від Папи Римського та короля Іспанії Філіпа ІІ. Через нестабільний стан країни протестантизм досяг дуже незначного поширення в англомовній та ірландській частинах Ірландії, на відміну від кельтськомовного населення Шотландії, острова Мен та Уельсу, де протестантизм став панівним. Протестантизм в Ірландії почав асоціюватися з військовими завоюваннями Англії, і багато хто в Ірландії сильно ненавидів як Англію так і протестантизм, який Англія насаджувала силою. Поєднання політики та релігії якраз втілив Адам Лофтус, що служив архієпископом Дубліна та лордом-канцлером Ірландії. Таким чином, між ірландськими родинами та англо-нормандськими феодалами - «старими англійцями», які були смертельними ворогами протягом багатьох століть, але всі залишалися римо-католиками, склався неймовірний альянс.

## Родина
У 1560 році Адам Лофтус одружився з Джейн Пердон (бл. 1540 – 1595), дочкою Джеймса Пердона (1516 – 1595) та його дружини Джейн Літтл, дочкою Томаса Літтла з Торнхілла, Камберленд і його дружини Маргарет Грем. Пердони оселилися в Ірландії та стали значними землевласниками в графствах Клер і Корк, і були особливо пов’язані з Балліклоу, що в графстві Корк. Адам і Джейн Лофтуси були батьками двадцяти дітей, вісім з яких померли в дитинстві. Дванадцятеро, які виросли до повноліття, були:
- Сер Дадлі Лофтус – одружився з Енн Багенал (вони стали дідусем і бабусею Дадлі Лофтуса - піонера, дослідження близькосхідних мов);
- Сер Едвард Лофтус (помер 1601) – юрист та державний діяч Дубліна, убитий під час облоги Кінсейла, одружився з Енн Дьюк, не залишив нащадків;
- Адам Лофтус, не був одружений, не лишив нащадків, був убитий в бою;
- Сер Томас Лофтус - одружився з Еллен Гартпол;
- Генрі Лофтус – брат-близнюк Томаса Лофтуса, помер у підлітковому віці;
- Ізабелла Лофтус (називали «Ізабель») – вийшла заміж (як його перша дружина) за сера Вільяма Ашера, сина Джона Ашера, старости Дубліна та його дружини Алес (або Елісон), дочки сера Вільяма Ньюмана, лицаря, мера Дубліна.
- Енн Лофтус – перший раз одружилась з сером Генрі Коллі з Карбері, другий раз одружилась з Джорджем Блаунтом, третій раз одружилась з Едвардом Блейні, І бароном Блейні; вона та Генрі Коллі були предками герцога Веллінгтона;
- Кетрін Лофтус – вийшла заміж за сера Френсіса Берклі, а потім за Генрі Берклі;
- Марта Лофтус – вийшла заміж за сера Томаса Колклофа з абатства Тінтерн, графство Вексфорд;
- Дороті Лофтус – вийшла заміж за сера Джона Мура з Крогана;
- Еліс Лофтус вийшла заміж за сера Генрі Воррена з Ворренстауна; і Маргарет Лофтус вийшла заміж за сера Джорджа Коллі з Едендеррі.

## Смерть
Адам Лофтус помер у Дубліні в 1605 році і був похований у будівлі, яку він допоміг зберегти для майбутніх поколінь, а багато його портретів висять сьогодні в стінах університету, який він допоміг заснувати. Поховавши свою дружину Джейн Пердон і двох синів (з їхніх 20 дітей) у сімейній гробниці в соборі Святого Патріка, Адам Лофтус помер у своєму єпископальному палаці на Кевін-стріт «зношений віком» і приєднався до своєї родини в тому ж склепі. Ревність і ефективність Адама Лофтуса були високо оцінені королем Англії, Ірландії та Шотландії Яковом I після його вступу на престол.

## Особистість
Елрінгтон Болл описує Адама Лофтуса як домінуючу фігуру судової системи єлизаветинської Ірландії, фігуру, що завдяки своїй винятковій силі волі височіла над усіма своїми сучасниками.